# Viviane Romanelli
Viviane Romanelli Mourão (São Paulo, 11 de agosto de 1962) é uma apresentadora brasileira.

## Carreira
Viviane Romanelli iniciou sua carreira no rádio em 1987, apresentando o telejornal Bom Dia na Estácio FM. Em 1993 estreou na televisão apresentando o programa Só Rio, na GNT, voltado aos melhores destinos no Rio de Janeiro. Em 1995 se tornou apresentadora do programa de televendas Shoptime, na emissora de mesmo nome, onde ficou por nove anos. Em 2004 apresentou o programa matinal Dia Dia, na Band e, em 2005, passou a comandar o RedeTV! Shop, na RedeTV!. Em 2006 assinou com a TV Gazeta e consolidou sua imagem na publicidade ao comandar o BestShop TV até 2010. Paralelamente, em julho de 2009, ganhou um quadro de culinária no Manhã Gazeta, além de ter substituído as titulares dos programas Mulheres durante as férias. Em 2010, após a saída de Palmirinha Onofre do TV Culinária, passa a comandar o programa, que teve sua última edição no final de 2011. Nesta época se tornou garota-propaganda da loteria Rio de Prêmios, apresentando semanalmente, ao lado de Carlos Alberto e Aline Malafaia, o segimento de sorteios na televisão. Em outubro de 2014 assinou um contrato com a TV Aparecida e passou a apresentar o programa de culinária e cotidiano feminino Vivíssima, no qual ficou até 10 de abril de 2015 e deixou alegando que precisava de tempo para cuidar de problemas pessoais, que incluam o falecimento de sua mãe.
De 2007 a janeiro de 2020, Viviane apresentou, ao lado de Carlos Alberto e de Aline Malafaia, o programa Domingo de Prêmios, uma parceria da Herbara Distribuidora com a Loterj que circulava apenas para o estado do Rio de Janeiro pela RecordTV Rio, sempre nas manhãs de domingo. Em fevereiro de 2020, o trio passou a apresentar o RJ da Sorte na Band Rio, uma parceria da Herbara Distribuidora com a Capemisa Capitalização. Em dezembro de 2020, Viviane deixou a de apresentar o "RJ da Sorte". Em dezembro de 2020, passou apresentar o Loterj de Prêmios na RecordTV. Em abril de 2021, voltou a apresentar o Rio de Prêmios na RecordTV ao lado de Carlos Alberto.

## Vida pessoal
Viviane se formou em jornalismo pela Universidade Estácio de Sá, do Rio de Janeiro, em 1986. No ano seguinte, casou-se com o empresário Marcelo Mourão. O casal teve apenas uma filha, Natália Romanelli, nascida em 1988.[carece de fontes?]

## Filmografia

### Televisão
| Ano     | Título       | Cargo         | Nota              | Emissora          |
| ------- | ------------ | ------------- | ----------------- | ----------------- |
| 1993    | GNT Só Rio   | Apresentadora |                   | GNT               |
| 1995–04 | Shoptime     | Apresentadora |                   | Shoptime          |
| 2004–05 | Dia Dia      | Apresentadora |                   | Rede Bandeirantes |
| 2005    | RedeTV! Shop | Apresentadora |                   | RedeTV!           |
| 2006–10 | BestShop TV  | Apresentadora |                   | TV Gazeta         |
| 2009–10 | Manhã Gazeta | Colunista     | Quadro: Culinária | TV Gazeta         |
| 2010–11 | TV Culinária | Apresentadora |                   | TV Gazeta         |
| 2014–15 | Vivíssima    | Apresentadora |                   | TV Aparecida      |

### Internet
| Ano     | Título             | Cargo         |
| ------- | ------------------ | ------------- |
| 2015–16 | Canal da Vivi      | Apresentadora |
| 2017–18 | Cidades de Orlando | Apresentadora |

## Rádio
| Ano     | Título           | Cargo         | Nota             |
| ------- | ---------------- | ------------- | ---------------- |
| 1987–93 | Bom Dia          | Apresentadora | Estácio FM       |
| 2018–19 | Super Tarde Tupi | Apresentadora | Super Rádio Tupi |